# 해수이과
해수이과(Echinophthiriidae)는 이목에 속하는 곤충과의 하나이다. 작고 눈이 없으며, 몸 표면에 납작하거나 비늘 모양의 가시가 있다. 물범이나 수달 등의 기각류 수서동물의 몸에 기생한다.

## 하위 속
- Antarctophthirus
  - Antarctophthirus callorhini - 물개에 기생.
  - Antarctophthirus carlinii - 웨들해물범에 기생.
  - Antarctophthirus lobodontis - 물범에 기생.
  - Antarctophthirus mawsoni - 물범에 기생.
  - Antarctophthirus microchir - 바다사자에 기생.
  - Antarctophthirus ogmirhini - 물범에 기생.
  - Antarctophthirus trichechi - 바다코끼리에 기생.
- Echinophthirius - 유일종
  - Echinophthirius horridus - 물범에 기생.
- Latagophthirus - 유일종
  - Latagophthirus rauschi - 수달에 기생.
- Lepidophthirus - 2종(수달에 기생)
  - Lepidophthirus macrorhini
  - Lepidophthirus piriformis
- Proechinophthirus - 2종(물개과 바다사자에 기생)
  - Proechinophthirus fluctus
  - Proechinophthirus zumpti